# Julien Fernandes
Julien Fernandes de Sousa Almeida (Montluçon, 16 marzo 1985) è un ex calciatore portoghese, di ruolo centrocampista.